# 2012 par pays en Amérique

## Belize
- 7 mars : élections législatives.

## Colombie
- Septembre : ouverture de négociations entre le gouvernement de Juan Manuel Santos et les FARC

## République dominicaine
- 20 mai : Élection présidentielle.

## Guatemala
- 7 novembre : séisme sous-marin au large de la côté Pacifique.

## Mexique
- 13 mai : tuerie de masse à Cadereyta Jiménez.
- 1er juillet : élections présidentielle et législatives.

## Paraguay
- 21 et 22 juin : au terme procédure d'impeachment rapidement menée, la Chambre des députés le Sénat vote dans les mêmes termes la destitution du Président de la République Fernando Lugo. Le vice-président Federico Franco assure l'intérim.

## Salvador
- 11 mars : élections législatives.

## Venezuela
- 7 octobre : élection présidentielle, le président sortant Hugo Chávez est réélu.